# Harry Mündel

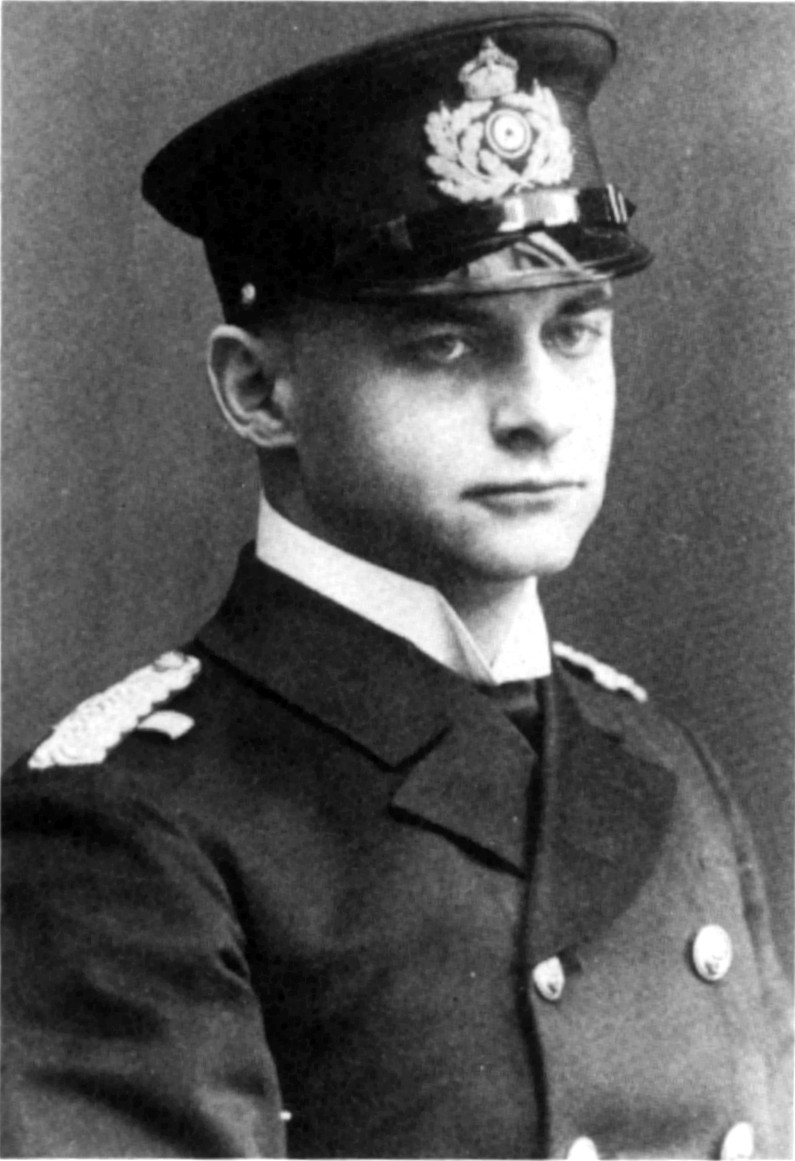
Harry Mündel

Harry Mündel (* 31. August 1876 in Stettin; † 27. April 1946 in Hamburg) war ein deutscher Marineoffizier, zuletzt Konteradmiral der Reichsmarine.

## Leben
Nach seinem Eintritt am 2. April 1895 in die Kaiserliche Marine erhielt Mündel eine einjährige Grundausbildung, bevor er zum Seekadetten befördert wurde. Nach weiteren zwei Jahren der Ausbildung erhielt er 1898 das Offizierspatent zum Unterleutnant zur See.
Nach verschiedenen Kommandos an Land und auf See wurde er am 23. März 1901 während seiner Verwendung als Wachoffizier auf dem Vermessungsschiff Hyäne zum Oberleutnant zur See befördert. Er trat dann Ende September 1901 die Ausreise nach Douala in der Kolonie Deutsch-Kamerun und war auf dem dort im Stationsdienst eingesetzten Kanonenboot Wolf Wachoffizier. Anfang November 1902 wurde Mündel in die Heimat zurückbeordert und der IV. Matrosen-Artillerie-Abteilung als Kompanieoffizier zugeteilt. Ab 1. Oktober 1904 war er für ein Jahr in der Nautischen Abteilung des Reichsmarineamtes tätig, wurde anschließend zum Schiffsstamm des Vermessungsschiffes Planet versetzt und am 16. November 1905 mit der Indienststellung des Schiffes zum Ersten Offizier ernannt. Mit dem Schiff führte er Vermessungsfahrten im Bismarck-Archipel durch und wurde am 1. April 1906 zum Kapitänleutnant befördert. Nach seiner Rückkehr hatte Mündel verschiedene Schiffskommandos und fungierte ab 1. Oktober 1909 als Platzmajor und Adjutant des Kommandanten der Befestigungen von Cuxhaven. Ende 1912 wurde er zum Korvettenkapitän befördert und reiste ab April 1913 als Transportführer auf dem Dampfer Gneisenau nach Sydney. Dort kehrte er als dessen Kommandant auf die Planet zurück. Für seine Leistungen war er bis zu diesem Zeitpunkt mit dem Roten Adlerorden sowie dem Kronenorden IV. Klasse ausgezeichnet worden.
Auf seiner Heimreise aus Simpsonhafen wurde Mündel in Tsingtao festgehalten. Mit Ausbruch des Ersten Weltkriegs wechselte er zum Stab des Kommandeurs der Seefront. Anfang November übertrug man ihm das Kommando über das Kanonenboot Jaguar. Als die Kapitulation bei der Belagerung von Tsingtau nicht mehr abzuwenden war, wurde die Jaguar als letztes Schiff gesprengt.
Mündel wurde als Kriegsgefangener zuerst im Lager Osaka und ab 1917 im Lager Ninoshima verlegt. Während der Gefangenschaft erhielt er am 29. November 1919 den Charakter als Fregattenkapitän. Nach seiner Entlassung im Dezember 1919 erhielt er nach Beendigung seiner Heimreise das dazugehörige Patent. Er wurde zunächst zur Verfügung des Chefs der Marinestation der Ostsee gestellt und dann vom 26. März bis 30. Mai 1920 zur Abwicklung des Admiralstabs der Marine zur Admiralität kommandiert. Für einige Monate war Mündel dann bis Mitte Oktober 1920 stellvertretender Leiter der Dienststelle der Admiralität in Hamburg und wurde zwischenzeitlich zum Kapitän zur See befördert.
Es folgte seine Übernahme in die Reichsmarine, wo er bis Ende September 1921 als Inspektor des Küstenbezirksamtes III (Kiel) tätig war. Zugleich fungierte er als Hafenkapitän von Kiel. Im Anschluss daran wurde Mündel nach Lübeck versetzt und Leiter der dortigen Dienststelle der Marineleitung. Von diesem Posten wurde Mündel am 20. März 1923 entbunden, zur Verfügung des Chefs der Marinestation der Ostsee gestellt und zum 30. April 1923 unter Verleihung des Charakters als Konteradmiral aus dem aktiven Dienst verabschiedet.
Auf der Marinewerft in Wilhelmshaven wurde am 4. Mai 1927 die „neue“ Jaguar durch Mündel getauft.
In der Skagerrak-Gesellschaft in Lübeck, einer Vereinigung ehemaliger aktiver und inaktiver Marineoffiziere, war er hinter dem Konteradmiral Titus Türk  stellvertretender Vorsitzender.
Im Jahre 1938 verließ Mündel Lübeck und zog in die Freie und Hansestadt Hamburg, wo er 1946 verstarb.